# Chiedi chiedi
Chiedi chiedi  è un singolo del rapper italiano Frankie hi-nrg mc, pubblicato il 3 ottobre 2003 come primo estratto dal terzo album in studio Ero un autarchico.

## Descrizione
La canzone è chiaramente rivolta agli amici di cui pensi di poterti fidare ma che nel momento del bisogno ti pugnalano alle spalle esclusivamente per i loro interessi personali.

## Video musicale
Il videoclip, realizzato dal rapper stesso, è stato ideato come completamento della videotrilogia iniziata con il video di Dedicato a te del gruppo Le Vibrazioni e proseguita con il video di Shpalman® di Elio e le Storie Tese.

## Tracce
1. Chiedi chiedi – 3:46